# SN 1983L
SN 1983L – supernowa typu Ia odkryta 1 maja 1983 roku w galaktyce NGC 7038. W momencie odkrycia miała maksymalną jasność 14,50m.